# 比托姆的卡齊米日
比托姆的卡齊米日（波蘭語：Kazimierz bytomski，約1255年—1312年3月10日），比托姆公爵，瓦迪斯瓦夫一世之子，1284年至1312年在位。

## 家庭
卡齊米日的妻子名為海倫娜（Helena），兩人共有5子1女：
1. 波列斯瓦夫（英语：Bolesław of Toszek）（約1277年—1328年），埃斯泰爾戈姆大主教
2. 瓦迪斯瓦夫（約1280年—1352年），比托姆公爵
3. 謝莫維特（英语：Siemowit of Bytom）（1292年—1342年）
4. 瑪麗亞（英语：Maria of Bytom）（約1295年—1317年），匈牙利查理一世第一任王后
5. 傑日（1300年—1327年）
6. 梅什科（英语：Mieszko of Bytom）（約1305年—1344年）